# Komercjalizacja
Komercjalizacja – oparcie działalności na zasadach rynkowych.